# Курумди
Курумди (англ. Kurumdy) — гора у східній частині Заалайського хребта, гірської системи Паміру, у Центральній Азії, висотою — 6614 метрів. Розташована на стику кордонів Киргизстану, Таджикистану та Китаю.

## Географія
Найвища вершина східної частини Заалайського хребта, на сході Паміру, на кордоні Горно-Бадахшанської автономної області Таджикистану та Ошської області Киргизстану, за 3 км на захід від перетину державних кордонів цих країн з Китаєм. За 22 км на схід від перевалу Кизил-Арт (4280 м). На північних схилах «тече» льодовик Східний Кизилсу довжиною 3,7 км і площею 69,4 км². Льодовик Курумди довжиною 17,2 км та площею 60,6 км² розташований на південній стороні вершини і «тече» на захід.
Гора Курумди є доволі масивною вершиною з кількома піками. За 2,2 км на захід від Головного піка Курумди знаходиться подвійна вершина Курумди-Вест (південний пік: 6558 м, північний: 6554 м). Північний пік подвійної вершини вперше був підкорений під час першого переходу у 2015 році. Близько 4 км на захід від Головного піка Курумди знаходиться ще один боковий пік — Пік-Чорку, який також часто називають Курумди-Вест (6283 м). На сході масиву розташовано два піки: Пік 6384 (6384 м) та Пік-Каті (6259 м).
На крайньому сході розташований хребет «Зоря Востока» (Пік Зоря Востока, 6349 м) найзнаменитіший бічний саміт, який до 2011 року був вершиною на перетину кордонів трьох країн (Киргизстан,
Таджикистан та КНР).
Абсолютна висота Головного піка 6614 метрів над рівнем моря. Відносна висота — 2278 м. За цим показником вершина займає 22-ге місце у Центральній Азії та 7-ме у горах Тянь-Шаню. Топографічна ізоляція вершини відносно найближчої вищої гори Абу Алі ібн Сіни (7134 м), найвищої вершини Заалайського хребта, становить 46,35 км. Найвище сідло вершини, відносно якого вимірюється її відносна висота, має висоту 4336 м.

## Історія підкорення
Припускається, що підйом на вершину у 1932 році групи альпіністів Є. Тимашова з півдня не досяг Головного піку гори. Є деякі помилки у списку Шатаєва, а також записи альпіністів, які відносяться до Курумди-Вест, тобто припускається, що група, можливо, була на південному хребті Курумди-Вест у точці 6154 м, як зазначив історик Йозеф Гала.
У 2001 році група альпіністів у складі Михайла Михайлова та Віталія Акімова вийшли на Головний пік Курумди, піднявшись на основний північний хребет і виконавши тим самим перше офіційне підкорення вершини.
Перший траверс (Схід-Захід, за 15 днів) був виконаний влітку 2015 року австрійцями Маркусом Гшвендтом та Катаріною Пфнаїсл. Це було друге підкорення Головного піку (6614 м, 5 серпня 2015 року). Далі вони пройшовши траверс, підкорили кілька 6000-их вершин, з яких принаймні два піки, на час підйому були непідкорені. Для підйому вони вибрали дуже крутий схил, на схід від східних вершин Курумди (Пік 6384 м та Пік-Каті, 6259 м). Спуск здійснювався шляхом перетину західних вершин (6554 м та 6283 м), а потім за північним хребтом до Голови Орла, 5440 м, звідки вони досягли базового табору на висоті 3770 м.